# Aclytia deleta
Aclytia deleta är en fjärilsart som beskrevs av Hans Zerny 1931. Aclytia deleta ingår i släktet Aclytia och familjen björnspinnare. Inga underarter finns listade i Catalogue of Life.